# Coussapoa tessmannii
Coussapoa tessmannii är en nässelväxtart som beskrevs av Gottfried Wilhelm Johannes Mildbraed. Coussapoa tessmannii ingår i släktet Coussapoa och familjen nässelväxter. Inga underarter finns listade i Catalogue of Life.